# Andy McDonald
Andy McDonald (* 25. srpna 1977) je bývalý kanadský hokejista. Jako nedraftovaný volný hráč podepsal v roce 2000 smlouvu s Anaheim Ducks, kde působil do roku 2008, kdy přestoupil do St. Louis Blues. V dresu Blues po sezóně 2012/13 ze zdravotních důvodů ukončil kariéru.